# Lovrečka Varoš
Lovrečka Varoš is een plaats in de gemeente Vrbovec in de Kroatische provincie Zagreb. De plaats telt 141 inwoners (2001).